# ضیافت عشق (فیلم ۲۰۱۴)
«ضیافت عشق» (انگلیسی: Daawat-e-Ishq) فیلمی هندی است که در سال ۲۰۱۴ منتشر شد. از بازیگران آن می‌توان به آدیتیا روی کاپور، پرینیتی چوپرا و انوپم کهیر اشاره کرد.